# Relaciones España-Japón
Las relaciones hispano-japonesas son las relaciones exteriores entre el Reino de España y el Estado del Japón. Entre 2013 y 2014, se celebró el 400.º aniversario del intercambio entre ambos países. Japón envió la Embajada Keichō en 1613 y llegó a España en 1614, para solicitar comercio directo con Nueva España y el envío de misioneros, celebrándose audiencias con el rey Felipe III y el pontífice Paulo V. Las relaciones diplomáticas y comerciales se remontan al 12 de noviembre de 1868, cuando se firmó el Tratado de Amistad, Comercio y Navegación entre Japón y España. Desde hace varios años, el flujo de visitantes está creciendo entre ambos países, además del creciente interés por la cultura, la lengua y la sociedad de los dos.

## Relaciones históricas

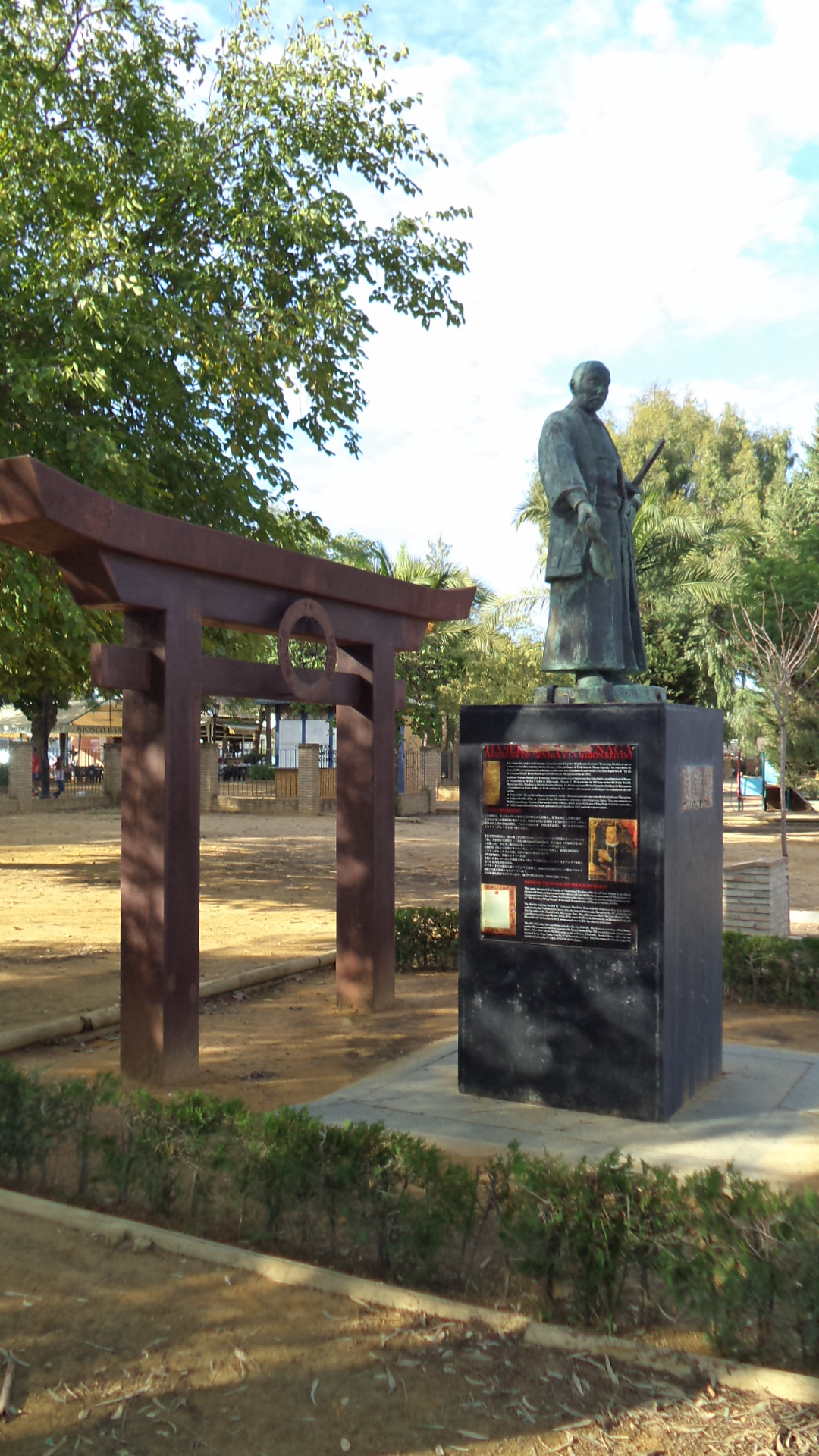
San Francisco y estatua de Hasekura Tsunenaga en Coria del Río (España). Regalo del gobierno de la ciudad japonesa de Onjuku a Coria en 1992.

Podemos ubicarnos en el Japón antiguo todavía, en el que predominan el comienzo de la escritura, las artes y los valores procedentes de la filosofía del budismo, el "Período Heian" del año 794 hasta el año 1185. En aquel entonces, el contacto de España con Japón era nulo. Sin embargo, más adelante se entablaría una relación diplomática, religiosa, comercial y cultural. 
Uno de los primeros contactos entre España y Japón fue en 1549, tras el desembarco en Kagoshima de San Francisco Javier con el fin de evangelizar el sur del país. Llegó acompañado de otro sacerdote y tres japoneses conversos, y se dedicó a aprender japonés para poder divulgar el cristianismo a todos aquellos que quisieran escucharle; en un año consiguió un centenar de conversiones. Ante esto, las autoridades reaccionaron y prohibieron que San Francisco siguiera predicando. Fue entonces cuando decidió marcharse a otra ciudad. La huella de San Francisco en la ciudad quedó patente en un parque dedicado a su nombre, un monumento conmemorativo y una iglesia católica con su nombre. En 1582, se produjeron los combates de Cagayán, una serie de enfrentamientos militares al norte de Filipinas entre la Armada Española, al mando del capitán Juan Pablo de Carrión, y piratas orientales, llamados wakō, liderados por un tal Tay Fusa. En el mismo año, un grupo de delegados cristianos japoneses, conocidos como la embajada Tenshō, salió desde Nagasaki y viajó en una gran gira por Europa. En 1584, la embajada llegó a Toledo y Madrid, donde se reunieron con el rey Felipe II.
Otro de los contactos importantes se produjo a causa de un naufragio. En 1609, un tifón hizo naufragar frente a las costas de Onjuku al galeón español San Francisco, que cubría la ruta Manila-Acapulco. La nave fue desviada de la ruta por el tifón y se partió en dos al chocar contra unas rocas; después de una noche a la deriva, los hombres, que se encontraban cerca de la congelación, fueron salvados por los ama, que rescataron a 317 de los 373 tripulantes. Entre los pasajeros estaba el Gobernador de Filipinas, Rodrigo de Vivero, al que el shōgun local dio audiencia. El rescate de los supervivientes fue un gesto humanitario recordado en la posteridad por parte de los habitantes de Onjuku. Existe un documental sobre esa historia, llamado de Del naufragio a la amistad. En 1928, se erigió un monumento conmemorativo en una colina de Onjuku. Hoy en día, esta ciudad es conocida por su playa y por un popular festival de langosta.
Ya en el siglo XIX, cuando Japón estaba inmerso en profudos cambios que llevarían a la Restauración Meiji y a la apertura al mundo occidental, el gabinete de Isabel II vio la necesidad de reforzar lazos con Asia Oriental. Sin embargo, debido a que la situación de España en 1860 era inestable, los primeros intentos diplomáticos fueron fallidos. De estos intentos, el más destacable fue el del militar José Luis Ceacero Inguanzo, que debido a su matrimonio con una cortesana japonesa, fue designado cónsul de España en Japón entre 1869 y 1872.  
Fue entonces en 1868 cuando España envió a Japón una delegación encabezada por Heriberto García de Quevedo y apoyada por José Luis Ceacero Inguanzo, quien había visitado el país asiático en varias ocasiones desde 1856 y logrado una relación de amistad con el señor de Fukuoka. Además, gracias al apoyo en tierra del embajador de Estados Unidos y a un traductor de la embajada francesa, y con la aprobación del emperador Meiji Tennō, España y Japón firmaron el 12 de noviembre de 1868 en Kanagawa el Tratado de Amistad, Comercio y Navegación, gracias al cual se inició una era de intercambios políticos, económicos y culturales.
En 1870, el primer encargado de negocios de España, Tiburcio Rodríguez y Muñoz, fue recibido en audiencia por el emperador. En 1871, el ministro plenipotenciario de España visitó Kioto, siendo junto a los representantes de Holanda y Norteamérica, que eran parte de la misma comitiva, el tercer representante de otro Estado que lo hacía en la historia de Japón, tras los de Francia y el Reino Unido, que visitaron Kioto tres años antes. 
En 1878, llegó a Japón Ernest-Francisco Fenollosa como profesor de la recién fundada Universidad de Tokio. Fue uno de los introductores del arte japonés en España y fue el creador e impulsor de la Escuela de Bellas Artes de Tokio (que posteriormente se llamó Universidad de Arte de Tokio). En 1883, el emperador Meiji fue nombrado Caballero de la Insigne Orden del Toisón de Oro por el rey Alfonso XII. Japón participó en 1888 en la Exposición Universal de Barcelona.
Igualmente, Kenji Ceacero, hijo del diplomático y militar José Luis Ceacero, realizó un intento de difusión de la cultura japonesa en España con la fundación en 1882 de la Sociedad de Amigos del Imperio del Sol Naciente, cuya sede se estableció en Barcelona. Dicha asociación no tuvo ningún apoyo, y terminó por disolverse en 1884.
En 1893, se creó en Tokio la primera Sociedad de Lengua Española, dirigida por el marqués Hachisuka. En 1910 se publicó el Dai Nippon, el primer libro divulgativo español sobre cultura y costumbres japonesas escrito por Antonio García Llansó. En 1912, el infante Alfonso de Orleans representó al rey Alfonso XIII en los funerales del emperador Meiji. 
Durante la Segunda Guerra Mundial, por la sintonía de España con las potencias del Eje, esta fue elegida por Japón para la representación de intereses japoneses en las repúblicas de América Latina. Una vez quedó clara la inminente victoria de los Estados Unidos en la guerra del Pacífico, el régimen franquista moduló su posición respecto a Japón y, empleando entre otros pretextos la masacre de civiles españoles en Filipinas por tropas niponas en dicho conflicto, anunció el abandono de la representación de intereses japoneses el 17 de marzo de 1945, y poco más tarde, el 12 de abril de 1945, procedió a romper relaciones con Japón. Las relaciones diplomáticas no se restablecerían a nivel de embajada hasta 1952.
En 1949, se creó en Kioto la primera Sociedad Cultural Hispano-Japonesa, presidida por el Sr. Miura, que había estado destinado en la Embajada de Japón en Madrid.
En 1973, el príncipe heredero japonés Akihito visitó España, donde lo recibió el general Francisco Franco, y entre 1986 y 1998, los reyes de España, Juan Carlos I y Sofía de Grecia, visitaron Japón. 
En los años 1970, la cultura japonesa empezó a tener bastante relevancia en España y se empezaron a emitir animes que tuvieron gran relevancia como: Meteoro, Vickie el vikingo, Heidi, Marco o las coproducciones con BRB Internacional. Desde los años 80, el anime se volvió muy popular en España con series como: Mazinger Z, Oliver y Benji, Doraemon o Crayon Shin-chan. Los videojuegos también se han hecho un gran protagonismo con franquicias como: Super Mario, Mega Man, Sonic the Hedgehog o Pokémon, que han atraído y siguen atrayendo a miles de fanes. El manga también goza de mucha popularidad, así como pequeñas referencias culturales a España y a más países europeos en dichos medios.
Por su parte, Japón también tiene la cultura española arraigada, como el caso del flamenco. Japón se considera la segunda patria del flamenco y, además, existe gran interés por la gastronomía española, como el jamón o el vino. Además, en Tokio y Osaka existe una franquicia de tiendas llamadas "Don Quijote", como el ilustre personaje de Miguel de Cervantes.
Desde 1970, varias ciudades y regiones de España y Japón han firmado hermanamientos: Pamplona y Yamaguchi (desde 1980), Toledo y Nara (desde 1972), Marbella y Kure (desde 1990), San Sebastián y Marugame (1990), Palos de la Frontera y Ofunato (1992), Comunidad Valenciana y Prefectura de Mie (desde 1992), Barcelona y Kobe (desde 1993), Jerez de la Frontera y Kiyosu (desde 1994), Camino de Santiago y Camino de Kumano (desde 1998), Alicante y Toyooka (desde 1996), y Comunidad Foral de Navarra y Prefectura de Yamaguchi (desde 2003).

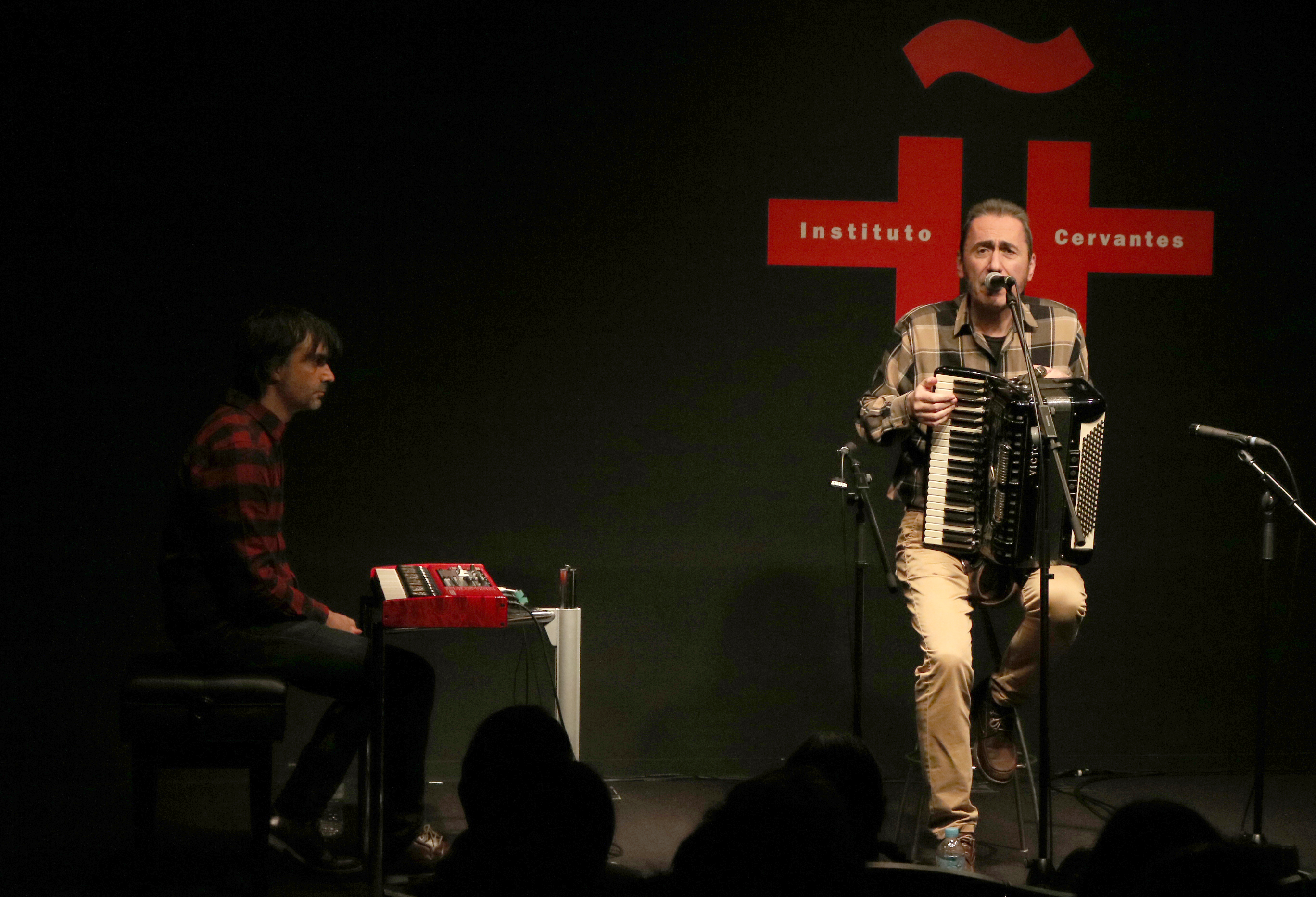
Concierto de Javier Muguruza en el Instituto Cervantes de Tokio.

En 1994, se inauguró el Parque España-Villa Española de Shima en Japón. Un parque temático ubicado en Shima, Mie, dedicado en exclusiva a la historia y la cultura españolas.
En 2001, nació la Fundación Consejo España-Japón, cuya misión es acercar las sociedades civiles de ambos países. En 2008, los reyes de España inauguraron la sede del Instituto Cervantes de Tokio y la primera en Japón, para la enseñanza del español y la cultura de los países hispanohablantes. En 2015, el Instituto de Astrofísica de Canarias (IAC) firmó un acuerdo en colaboración con el Instituto de Investigación de Rayos Cósmicos de la Universidad de Tokio, para la instalación en La Palma del prototipo del Gran Telescopio de la red de telescopios Cherenkov. 
En 2016, se inauguró el vuelo directo entre Madrid y Tokio, bajo el logo “Madrid, el corazón de Europa”, con la compañía Iberia, y se abrió la Cámara Oficial de Comercio Española en Japón para facilitar la entrada y consolidación de las empresas españolas en Japón. En 2018, España y Japón celebraron el 150.º aniversario del establecimiento de las relaciones diplomáticas.
En 2017, los reyes de España, Felipe VI y Letizia Ortiz, realizaron una visita de Estado a Japón, donde fueron recibidos por los emperadores Akihito y Michiko en el Kōkyo. Los emperadores japoneses quisieron que la visita coincidiera con la celebración del hanami, festejando la entrada de la primavera en los jardines públicos. Además, se inauguró una reunión del comité bilateral Hispano-Japonés en el que participaron presidentes y representantes de empresas españolas y japonesas. Asimismo, también se mantuvo una audiencia con personalidades japonesas vinculadas al hispanismo. En 2019, los reyes españoles también asistieron a la entronación de los emperadores japoneses Naruhito y Masako.

### Nuevos acuerdos de colaboración entre España y Japón
Los días 4 y 5 de abril de 2017 los reyes de España visitaron Japón. El motivo de este encuentro fue la firma de acuerdos relativos a diferentes ámbitos de las relaciones bilaterales entre ambos países. Los más importantes fueron:
- Memorando de Cooperación en Asuntos Económicos e Industriales, firmado entre el Ministerio de Economía, Industria y Competitividad español y el Ministerio de Economía, Comercio e Industria japonés (METI), que busca compartir información sobre políticas así como promover oportunidades de cooperación en sectores como industria, energía, tecnología industrial, terceros mercados o actividades de promoción del comercio y la inversión.
- Acuerdo de Cooperación Científico – Tecnológica de 2010, un memorando de investigación científica entre la Secretaría de Estado de Investigación, Desarrollo e Innovación (SEIDI) y la Agencia Japonesa para la Investigación y Desarrollo de la Medicina (AMED), por el que pretenden estrechar la colaboración de la investigación médica, que ya cuenta con acciones conjuntas en el ámbito de la nanomedicina. Este memorando favorece a la movilidad científica y la relación entre los equipos investigadores de ambos países.
- Memorando de Cooperación entre la Escuela Diplomática, adscrita al Ministerio de Asuntos Exteriores y de Cooperación de España, y el Foreign Service Training Institute de Japón, donde afianzarán su relación y darán la oportunidad a los diplomáticos de ambos países para intercambiar experiencias.
- Carta de Intenciones entre el Museo del Prado y el periódico japonés Yomiuri Shimbun para la organización de una exposición sobre este pintor en 2018. Se trata de una de las muestras más ambiciosas organizadas sobre la pintura de Velázquez y servirá para celebrar el 150 aniversario de las relaciones diplomáticas entre España y Japón.

## Visitas importantes

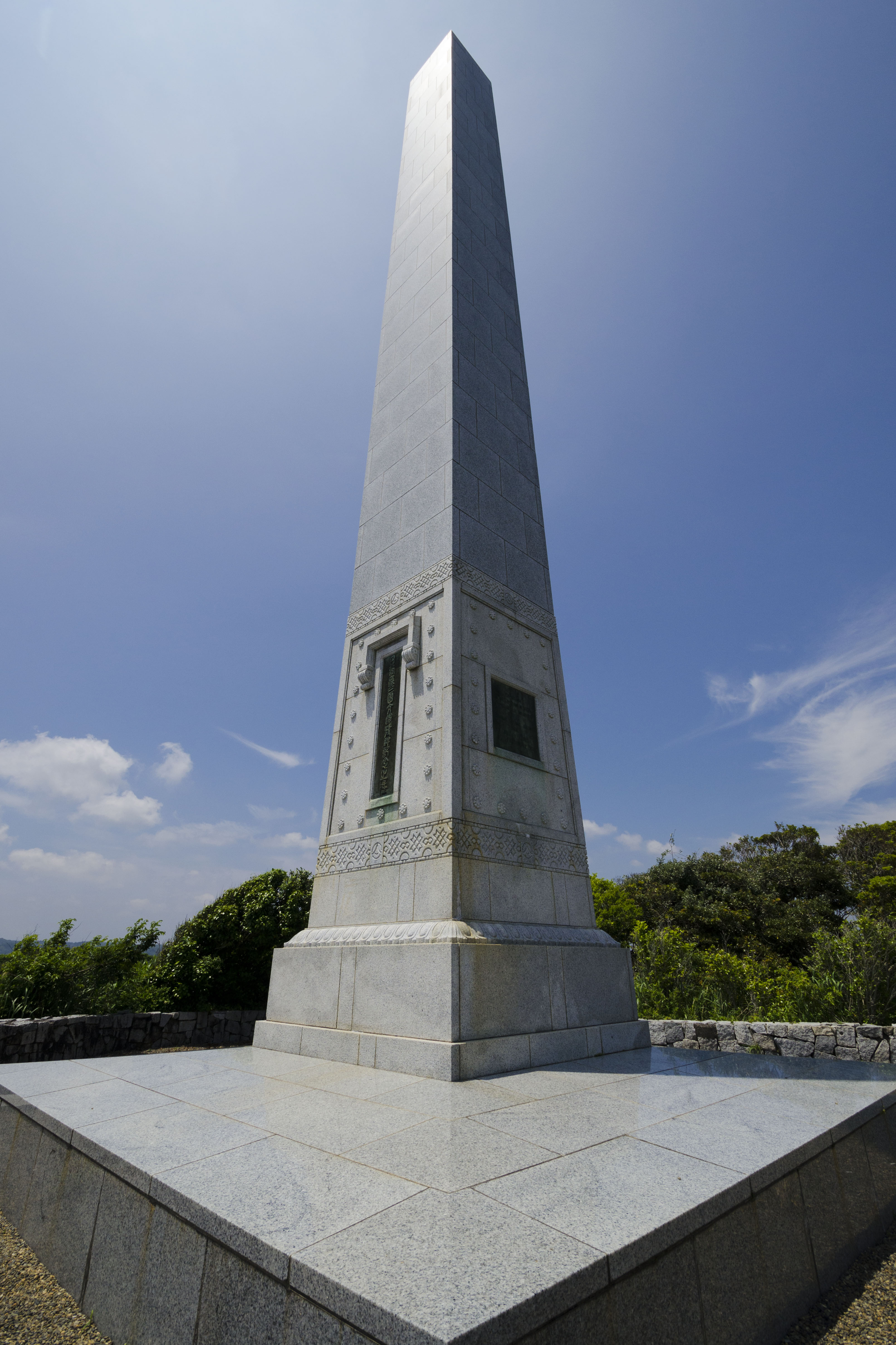
Monumento del nacimiento de tráfico y amistad entre España, Japón y México en Onjuku, Japón.

### Familia Real EspañolayFamilia Imperial Japonesa
- 1908: SS. AA. II. el príncipe Kuni Kuniyoshi
- 1973: SS. AA. II. el príncipe heredero Akihito.
- 1985: SS.AA.II. el príncipe heredero y princesa.
- 1986: S.A.R. la infanta Doña Elena.
- 1989: SS.MM. el rey don Juan Carlos y la reina doña Sofía (ceremonia fúnebre del emperador de Japón) S.A.I. la princesa Sayako.
- 1990: S.A.R. el príncipe de Asturias (ceremonia de entronización del emperador de Japón).
- 1991: SS.AA.II. el príncipe Takamado y la princesa Takamado S.A.R. don Juan de Borbón, conde de Barcelona.
- 1992: S.A.R. la infanta Cristina S.A.I. el príncipe heredero.
- 1993: SS.AA.II. el príncipe Akishino y la princesa Akishino  S.A.I. la princesa Norinomiya.
- 1994: SS.MM. el emperador Akihito y la rmperatriz Michiko (visita de Estado).
- 1997: SS.AA.II. el príncipe Takamado y la princesa Takamado.
- 1998: SS.MM. el rey don Juan Carlos y la reina doña Sofía (inauguración JJ. OO. de Invierno de Nagano) S.A.R. el príncipe de Asturias (visita oficial).
- 2002: S.A.R. la infanta doña Cristina (funeral de S.A.I. el príncipe Takamado).
- 2004: S.A.I. el príncipe heredero Naruhito (boda de S.A.R. el príncipe de Asturias y doña Letizia).
- 2005: SS.AA.RR. los príncipes de Asturias.
- 2008: S.A.I. el príncipe heredero Naruhito (visita oficial, incluyendo la visita a la Exposición Internacional ExpoZaragoza 2008).
- 2008: SS.MM. el rey don Juan Carlos y la reina doña Sofía (visita oficial).
- 2013: S.A.I. el príncipe heredero Naruhito (visita oficial con motivo de la inauguración del Año Dual España-Japón).
- 2017: SS. MM. el rey don Felipe y la reina doña Letizia (visita oficial).[1]

### Visitas de políticos y parlamentarios

#### De España a Japón
- 1985 Carlos Solchaga, ministro de Industria y Energía, Felipe González, presidente del Gobierno.
- 1986 José Federico de Carvajal, presidente del Senado, Yataro Mitsubayashi, director general (ministro) de Agencia para Ciencia y Tecnología.
- 1991 Felipe González, presidente del Gobierno.
- 1994 Javier Solana, ministro de Asuntos Exteriores, Shizuka Kamei, ministro de Transporte, Masayoshi Takemura, ministro de Finanzas, Javier Gómez-Navarro, ministro de Comercio y Turismo.
- 1995 Juan Manuel Eguiagaray, ministro de Industria y Energía.
- 1996 Felipe González, presidente del Gobierno, Josep Piqué, ministro de Industria y Energía.
- 1997 Javier Rupérez, presidente de la Comisión de Asuntos Exteriores del Congreso, Federico Trillo-Figueroa, presidente del Congreso, Kanpei Matsuo, vicepresidente de la Cámara de Consejeros, José María Aznar, presidente del Gobierno, Josep Piqué, ministro de Asuntos Exteriores.
- 1998 (Cumbre Hispano-Japonesa en Londres, José María Aznar, presidente del Gobierno y Ryutaro Hashimoto, primer ministro) Josep Piqué, ministro de Industria y Energía.
- 2000 Esperanza Aguirre, presidenta del Senado (Ceremonia fúnebre del primer ministro, Keizo Obuchi) Hisamitsu Sugano, vicepresidente de la Cámara de Consejeros.
- 2003 ministra de Asuntos Exteriores Ana Palacio.
- 2004 Juan José Lucas, presidente del Senado.
- 2005 Miguel Ángel Moratinos Cuyaubé, ministro de Asuntos Exteriores (mayo y julio).
- 2006 Mercedes Cabrera Calvo-Sotelo, ministra de Educación, vicepresidente Parl. Chacón.
- 2007 Taro Aso, ministro de Asuntos Exteriores.
- 2008 Cristina Garmendia Mendizábal, ministra de Ciencia e Innovación.

- 2010 José Luis Rodríguez Zapatero, presidente del Gobierno, Miguel Ángel Moratinos Cuyaubé, ministro de Asuntos Exteriores y de Cooperación, Miguel Sebastián Gascón, ministro de Industria, Turismo y Comercio, Cristina Garmendia Mendizábal, ministra de Ciencia e Innovación.
- 2011 ministra de Cultura Ángeles González-Sinde.
- 2012 ministro de Economía Luis de Guindos.
- 2013 José Manuel García-Margallo y Marfil, ministro de Asuntos Exteriores y de Cooperación, Pío García-Escudero Márquez, presidente del Senado, Mariano Rajoy Brey, presidente del Gobierno.
- 2016 Jesús Posada Moreno, presidente del Congreso de los Diputados de España.
- 2017 Ildefonso Castro, secretario de Estado de Asuntos Exteriores (marzo), María Luisa Poncela, secretaria de Estado de Comercio (abril), Francisco Garzón, consejero delegado de ICEX (abril), Fidel Sendagorta, director general para América del Norte, Asia y Pacífico (abril), Joaquín Gay de Montellá, vicepresidente CEOE (abril), José Luis Bonet, presidente de la Cámara de Comercio de España (abril), Alfredo Bonet, director internacional de la Cámara de Comercio de España (abril), Jorge Alberto Ferreras, Dirección General de Tributos, Ministerio de Hacienda y Administraciones Públicas (abril), Antonio García Gutiérrez, Dirección General de Tributos, Ministerio de Hacienda y Administraciones Públicas (abril), Javier Sanz, subdirector general de Instituciones Financieras Multilaterales (mayo), Silvia Torices de la Varga, Subdirección General de Instituciones Financieras Multilaterales (mayo), Juan Fernández-Cuervo, Banco Asiático de Desarrollo (mayo), Jaime García-Legaz, presidente Ejecutivo de CESCE (mayo), Carlos San Basilio, director general del Tesoro Público (junio), general de división Luis Antonio Ruiz de Gordoa Pérez de Leceta, subdirector general de Planes y Relaciones Internacionales del Ministerio de Defensa (julio), Javier Serra, director general de Internacionalización de la Empresa de ICEX (noviembre).
- 2018 María Dolores de Cospedal, ministra de Defensa (enero), Fernando García Casas, secretario de Estado de Cooperación Internacional y para Iberoamérica y el Caribe y Fernando Jiménez-Ontiveros, director del Departamento de Cooperación Financiera y de FONPRODE.

#### De Japón a España
- 1987 Yasuhiro Nakasone, primer ministro, Masaaki Fujita, presidente de la Cámara de Consejeros.
- 1988 Hajime Tamura, ministro de Comercio Internacional e Industria, Francisco Fernández Ordóñez, ministro de Asuntos Exteriores.
- 1990 Kazuya Ishibashi, ministro de Educación, Akira Ono, vicepresidente de la Cámara de Consejeros, José Claudio Aranzadi, Ministro de Industria y Energía, Kabun Mutou, ministro de Comercio Internacional e Industria.
- 1992 Keiwa Okuda, ministro de Transporte.
- 1993 Michio Watanabe, vice primer ministro y ministro de Asuntos Exteriores, José Claudio Aranzadi, ministro de Industria y Energía, Juan Manuel Eguiagaray, ministro de Industria y Energía.
- 2002 Makiko Tanaka, ministra de Asuntos Exteriores.
- 2003 Primer ministro Koizumi, presidente de Cámara Baja Watanuki, Ministra de AA. EE. Kawaguchi.
- 2006 Ministro (Oficina de Gabinete) Chuma.
- 2007 Ministro de Finanzas Omi, ministro de AA.EE. Aso.
- 2008 Ministro de Finanzas Nukaga Fukushiro.
- 2014 Fumio Kishida, ministro de Asuntos Exteriores, Jesús María Posada Moreno, presidente del Congreso, Shinzo Abe, primer ministro, Pedro de Morenés y Álvarez de Eulate, ministro de Defensa.
- 2017 Chuichi Date, Presidente de la Cámara de Consejeros (enero), Motome Takisawa, Viceministro Parlamentario de Asuntos Exteriores (junio).
- 2018 Kazuyuki Nakane, ministro de Estado para los Asuntos Exteriores.[1]

## Relaciones económicas

### Comercio exterior
Los intercambios bilaterales entre España y Japón se han trasformado en los últimos años. Los valores de las exportaciones españolas han pasado de 1213 millones € en 2009 a 2446 millones € en 2017, esto es, se han doblado desde el comienzo de la crisis. 
Las exportaciones de productos no energéticos aumentaron en 2017, alcanzando los 2445 millones €. Las exportaciones de productos energéticos tuvieron una evolución diferente debido a la situación del maremoto y el accidente de la central nuclear de Fukushima en marzo de 2011. Pasó de 7 millones € en valor medio anual en los 15 años atrás a 547 millones € anuales entre 2011 y 2014. El número de empresas exportadoras de mercancías a Japón en 2017 fue de 8993, lo que representa un incremento respecto a las 7011 de 2016. En 2017 las exportaciones españolas a Japón habían aumentado un 1,75% respecto a 2016. En enero de 2018, las exportaciones hacia Japón aumentaron un 4,76% respecto al mismo mes de 2017. 
En cuanto a las importaciones españolas procedentes de Japón alcanzaron en 2007 su máximo valor, 6082 millones €, y se redujeron progresivamente hasta llegar a los 2437 millones € en 2013. En 2017 se recuperaron hasta llegar a alcanzar los 3928 millones €. Las importaciones españolas con origen en Japón aumentaron un 7,69% con respecto a 2016. En enero de 2018, las importaciones disminuyeron a un 1,37% en comparación con el mismo período de 2017.  
En 2017, Japón fue para España el sexto suministrado entre los países de la UE y las ventas españolas representaron el 0,5% de las importaciones niponas. Japón ocupa el puesto 19 como cliente, con una cuota del 0,88%. En 2018, Japón seguía siendo el sexto suministrador entre los países de la UE con unas ventas que supusieron el 0,56% de las importaciones en Japón. Sin embargo, en enero de 2018 Japón ocupó el puesto 17 como cliente, con una cuota del 0,92%.

### Turismo
Según los datos de Japan National Tourism Organization, en 2017 los viajes japoneses al extranjero ascendieron a 17,89 millones; según las cifras de entradas de turistas japoneses recogidas por Frontur resulta una cuota para España del 2,5%. Según el JTB Report de 2017, Europa fue el tercer destino internacional en importancia y España ocupa la décima posición para los viajeros japoneses. Los productos turísticos más demandados son la naturaleza, visitar lugares emblemáticos y la gastronomía.
En 2017 visitaron España 442 mil turistas japoneses, lo que supone un 0,5% del total de turistas recibidos. El gasto que realizaron ascendió a 915 millones de euros. La noche hotelera, ascendió a 1,1 millones, y en comparación con el año anterior hay un crecimiento del +5,3%. Ese año, la motivación de la visita a España de los turistas japoneses fue el ocio (82% del total), aunque también los viajes de negocios jugaron un papel destacado. Los destinos favoritos de los turistas japoneses fueron Cataluña, (53%) seguido de la Comunidad de Madrid (23%) y, por último, Andalucía (7%).

## Premios
- En 2011, Premio Príncipe de Asturias de la Concordia a los héroes de Fukushima.
- En 2012, Premio Príncipe de Asturias de Comunicación y Humanidades al creador de videojuegos Shigeru Miyamoto.
- En 2022, Premio Princesa de Asturias de la Concordia al arquitecto Shigeru Ban.
- El Praemium Imperiale ha sido otorgado a Antoni Tàpies (1990), Eduardo Chillida (1991), Plácido domingo (2013) y Rafael Moneo (2017).

## Misiones diplomáticas
- España tiene una embajada en Tokio[22] y consulados en Osaka, Fukuoka, Nagoya, Sapporo y Takatsuki.
- Japón tiene una embajada en Madrid, un consulado-general en Barcelona y un consulado en Las Palmas de Gran Canaria.[23]

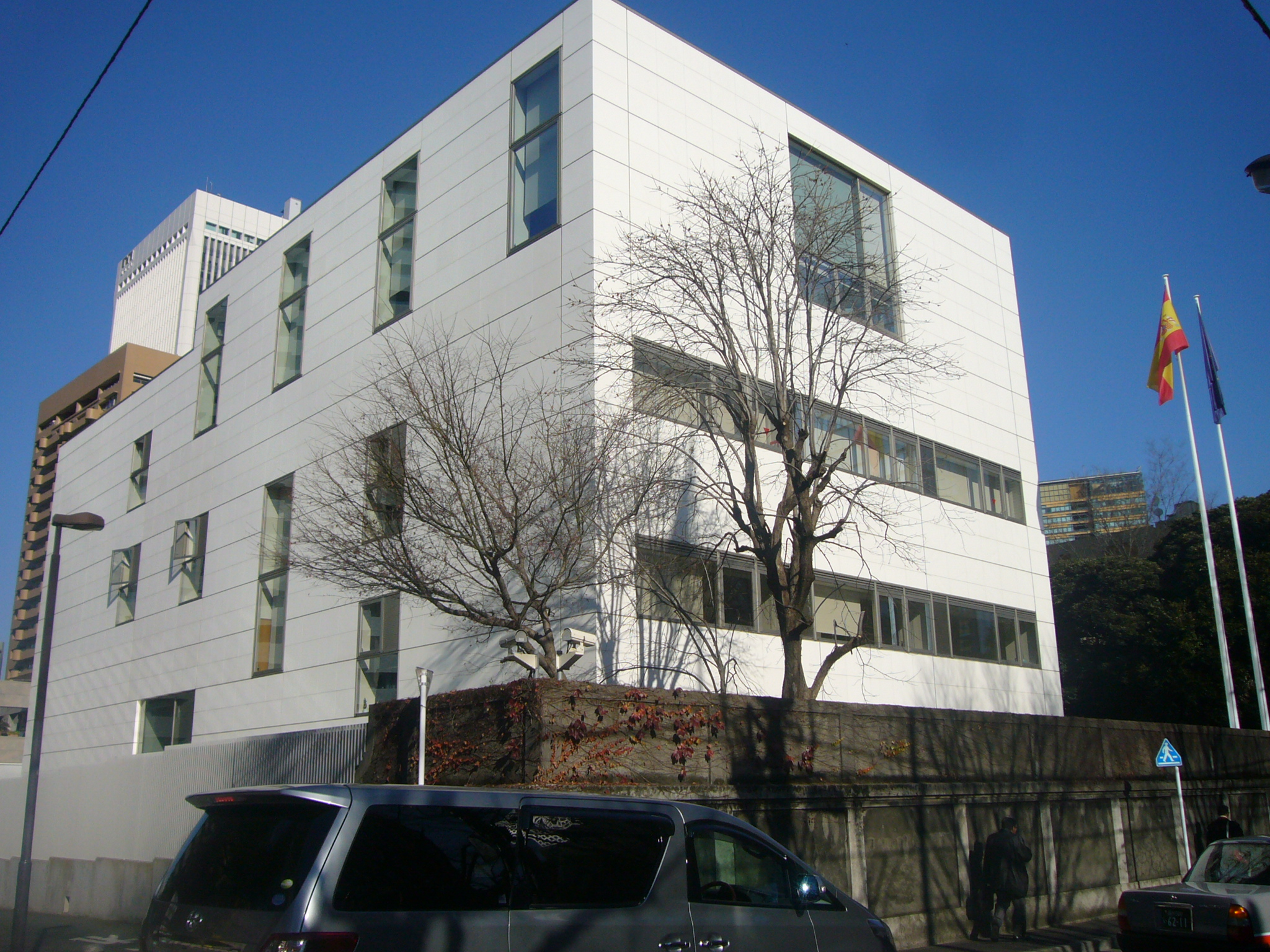
Embajada de España en Tokio.
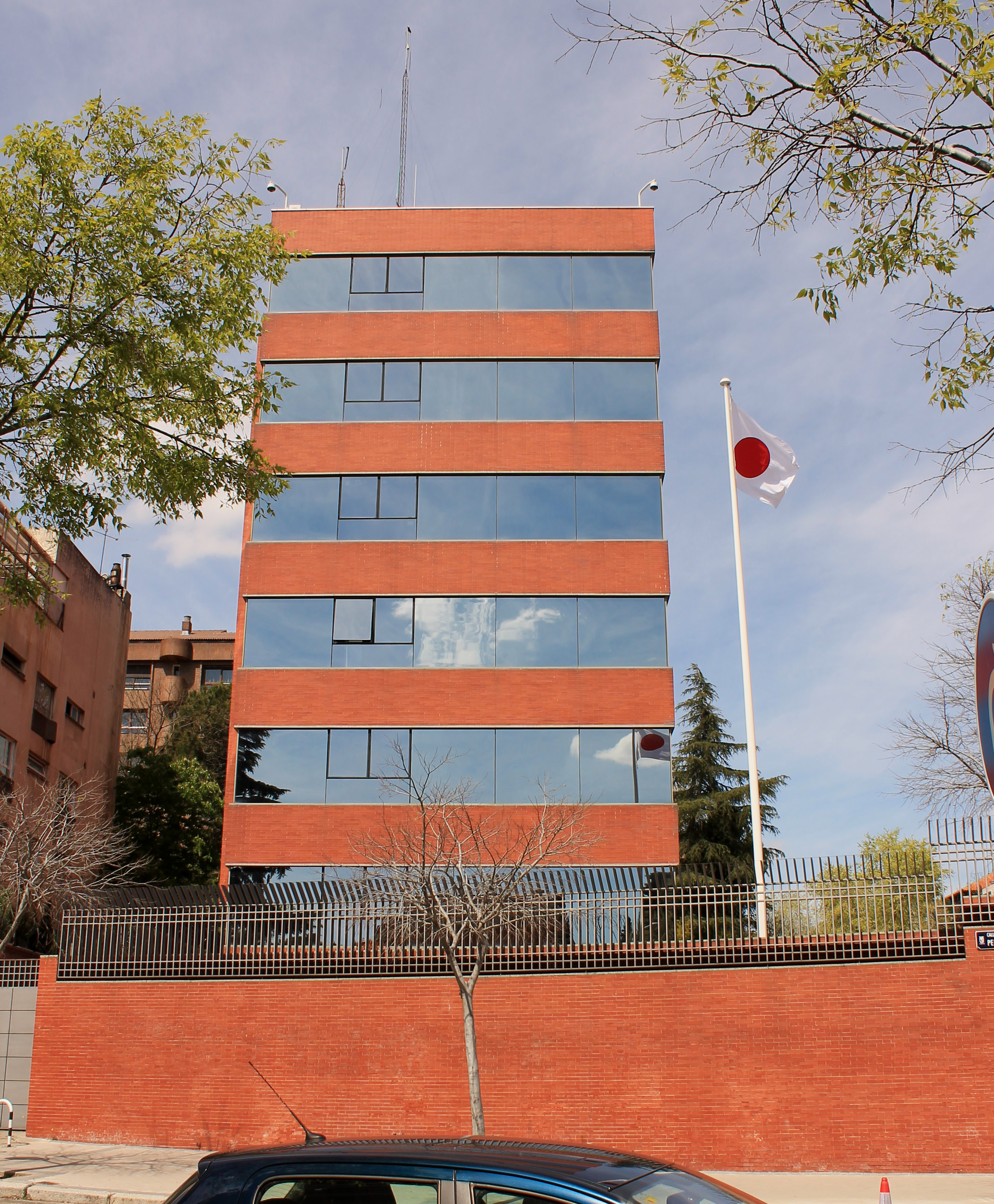
Embajada de Japón en Madrid.